# Stand by Me (film)
Pour les articles homonymes, voir Stand by Me.
Pour plus de détails, voir Fiche technique et Distribution.
Stand by Me ou Compte sur moi au Québec est une comédie dramatique américaine réalisée par Rob Reiner et sortie en 1986. Il s’agit de l’adaptation de la nouvelle Le Corps (The Body) de Stephen King, publiée dans le recueil Différentes Saisons.
Le film se déroule durant l'été 1959. Quatre garçons d'une douzaine d'années de l'Oregon, partent à la recherche du corps d'un enfant de leur âge, Ray Brower, disparu trois jours avant, dans l'espoir de passer dans les journaux grâce à leur découverte.

## Synopsis
Été 1959, dans l'Oregon, trois amis d'une douzaine d'années — Gordon "Gordie" Lachance, Chris Chambers, Teddy Duchamp — jouent aux cartes dans une cabane en fumant des cigarettes. Chris est le chef de la bande et le meilleur ami de Gordie. Il vient d'une famille à problèmes, son père est alcoolique et le bat. Teddy a un père qui a des accès de rage, à tel point qu'il a brûlé l'oreille de Teddy sur un poêle. Gordie a des parents qui ne se soucient guère de lui depuis la mort de son frère aîné, Denny. Ils sont rejoints par Vern Tessio qui a appris, en écoutant discrètement son frère Billy parler avec un ami, que ces derniers ont trouvé à South Harlow le cadavre d'un enfant. Cet enfant — Ray Brower — est porté disparu depuis trois jours. Billy et son ami ne veulent pas en parler à la police pour éviter des ennuis. En effet, le cadavre est relativement éloigné de leur maison et c'est avec une voiture volée qu'ils ont pu aller aussi loin.
Les quatre garçons décident d'aller à la recherche du cadavre en campant en route. Ils s'imaginent avoir leur photo dans le journal, voire passer à la télévision pour avoir trouvé le corps. Ils emmènent un pistolet avec eux, pris au père de Chris, mais ils oublient d'emporter de la nourriture. Ils font alors un crochet par une supérette. Au cours de ce détour, Gordie a l'occasion de découvrir la différence entre les mythes et la réalité. En effet, il se fait courser par le chien le plus craint du village, entraîné par son propriétaire pour — selon la légende — arracher les testicules. Une fois en sécurité, il se rend compte que le chien n'a pas grand-chose de terrifiant.
Ils poursuivent leur chemin, longeant une voie ferrée. Face à un pont ferroviaire, pour éviter un long détour, ils décident de le traverser malgré le risque qu'un train arrive. Au cours de leur traversée, un train arrive bel et bien derrière eux, ce qui les oblige à se précipiter. Gordie et Vern sautent de justesse sur le bas-côté, à la fin du pont.
Ils campent finalement autour d'un feu. À la demande des trois autres, Gordie raconte une histoire : le récit de la vengeance d'un garçon harcelé à cause de son obésité. Entendant des bruits d'animaux sauvages, ils organisent des tours de garde. Ils reprennent la route le lendemain. Après un vote à l'issue duquel seul Vern se prononce contre, ils décident de prendre un raccourci à travers une forêt au lieu de poursuivre le long des rails. En traversant un cours d'eau qu'ils croient peu profond, ils se retrouvent immergés puis découvrent qu'ils sont couverts de sangsues. Gordie va jusqu'à s'évanouir après en avoir retiré une de ses organes génitaux. Après cet incident, ils envisagent de rebrousser chemin, mais, influencés par Gordie qui n'a pas l'intention d'abandonner, ils décident finalement de continuer leur trajet.
Pendant ce temps, Billy et son ami révèlent à deux autres membres de leur bande qu'ils ont vu l'enfant mort : Ace, un dangereux voyou, leader du groupe, et Eyeball Chambers, le frère de Chris. Pour les mêmes raisons que les quatre garçons, ils décident d'aller chercher le cadavre en voiture.
Gordie, Chris, Teddy et Vern finissent par découvrir le cadavre et envisagent de fabriquer une civière avec des branches pour le transporter. Peu de temps après, la bande de ACE arrivent en voiture. Ace demande aux quatre garçons de partir et ainsi renoncer à la notoriété de la découverte. Le ton monte et Ace va jusqu'à menacer Chris avec un couteau, jusqu'à ce que Gordie tire un coup de feu en l'air, puis menace Ace avec l'arme à feu. Ace et sa bande renoncent finalement et s'en vont, tout en menaçant Chris et ses amis de représailles.
Refusant finalement de devenir des héros de cette manière là, ils rentrent et préviennent la police par un coup de téléphone anonyme, plutôt que de ramener le corps.
Finalement, Chris devient avocat mais il meurt poignardé en essayant de calmer deux hommes qui se battent. Vern devient conducteur d'engins de levage dans un entrepôt de bois. Teddy ne parvient pas à entrer dans l'armée et fait de la prison, puis des petits boulots. Devenu écrivain, Gordie écrit un livre relatant cette amitié, estimant qu'il n'a jamais trouvé d'équivalent depuis.

## Fiche technique
Sauf indication contraire, les informations mentionnées dans cette section peuvent être confirmées par la base de données cinématographiques IMDb,  présente dans la section « Liens externes ».
- Titre original et français : Stand by Me[2]
- Titre belge et luxembourgeois : Compte sur moi !
- Titre québécois : Compte sur moi[3]
- Réalisation : Rob Reiner
- Scénario : Raynold Gideon et Bruce A. Evans, d'après la nouvelle Le Corps (The Body) de Stephen King
- Musique : Jack Nitzsche
- Décors : J. Dennis Washington (crédité sous Dennis Washington)
- Costumes : Sue Moore
- Photographie : Thomas Del Ruth
- Montage : Robert Leighton
- Production : Bruce A. Evans et Andrew Scheinman ; Raynold Gideon (coproducteur)
- Sociétés de production : Act III Productions ; Columbia Pictures et The Body (coproductions)
- Sociétés de distribution : Columbia Pictures (États-Unis) ; Columbia TriStar (France)
- Budget : 8 millions de dollars[4]
- Pays de production :  États-Unis
- Langue originale : anglais
- Format : couleur (Technicolor) - 1,85:1 • 35 mm - mono
- Genre : comédie dramatique, récit initiatique
- Durée : 89 minutes
- Dates de sortie :
  - États-Unis : 8 août 1986
  - France : 25 février 1987
- Tout public

## Distribution
- Wil Wheaton (VF: Rodolphe Schacher) : Gordie Lachance, à douze ans
- Richard Dreyfuss (VF : François Leccia) : Gordie Lachance, adulte
- River Phoenix (VF : Mathias Kozlowski) : Chris Chambers
- Corey Feldman (VF : Damien Boisseau) : Teddy Duchamp
- Jerry O'Connell (VF : Guillaume Boisseau) : Vern Tessio
- Kiefer Sutherland (VF : Vincent Violette) : Ace Merrill
- Casey Siemaszko (VF : Emmanuel Jacomy) : Billy Tessio
- Gary Riley (VF : Lionel Melet) : Charlie Hogan
- Bradley Gregg (VF : Patrick Poivey) : Richard "Eyeball" Chambers (Tim Boule en VF)
- Jason Oliver (VF : Jean-François Vlérick) : Vince Desjardins
- Marshall Bell (VF : Marcel Guido) : M. Lachance
- Frances Lee McCain (VF : Denise Metmer) : Mme Lachance
- Bruce Kirby (VF : Antoine Marin) : M. Quidacioluo
- William Bronder (VF : Claude Joseph) : Milo Pressman
- John Cusack : Denny Lachance
- Andy Linberg (VF : Daniel Lafourcade) : Lardass Hogan

## Production

### Genèse et développement

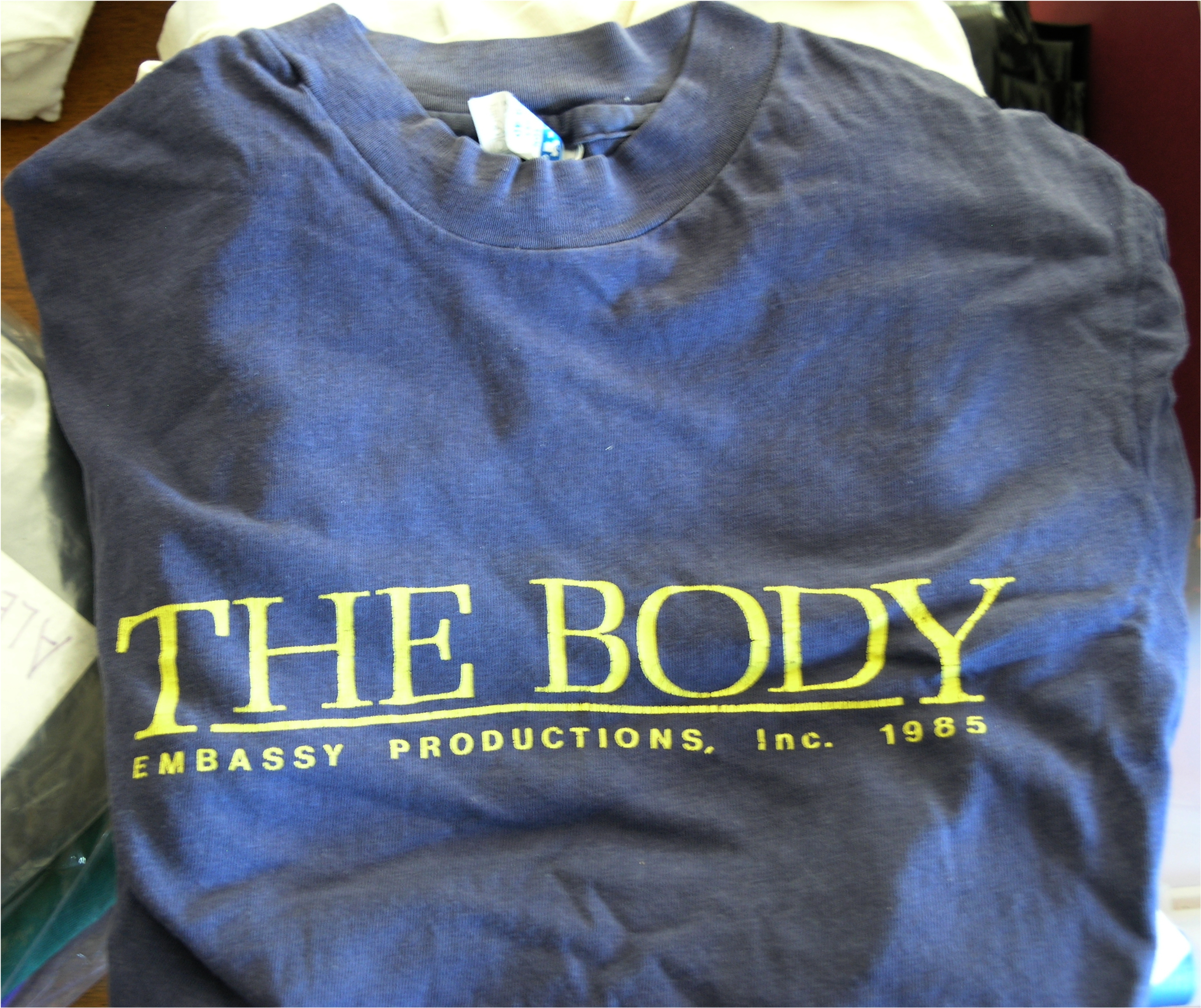
T-shirt avec le titre initial du projet, The Body, donné à des membres de l'équipe

Le scénariste Bruce A. Evans envoie, comme cadeau d’anniversaire, un exemplaire de la nouvelle Le Corps (The Body) de Stephen King à Karen Gideon, l’épouse de son ami et collaborateur Raynold Gideon, le 29 août 1983. Très vite, ces deux hommes deviennent fanatiques des nouvelles et, peu après, appellent Kirby McCauley, l’agent de Stephen King, pour lui demander de négocier les droits d’adaptation au cinéma. Ce dernier répond que les conditions de l’auteur sont de cent mille dollars et 10 % de bénéfices bruts. Quoique l'argent ne soit pas le problème, la part des bénéfices bruts est considérée comme trop élevée, d'autant plus qu'aucune vedette ne peut se présenter pour contribuer au film. Finalement, les collaborateurs contactent un réalisateur reconnu Adrian Lyne pour promouvoir le projet.
Après avoir lu la nouvelle plusieurs fois, Adrian Lyne collabore avec les deux scénaristes et, ensemble, ils font le tour de tous les studios qui refusent leur projet, sauf le producteur Martin Shafer d’Embassy Pictures. Cette société passe quatre mois à obtenir des droits de négociation avec Kirby McCauley, statuant sur cinquante mille dollars et une part plus faible des bénéfices. Bruce A. Evans et Raynold Gideon écrivent le scénario en huit semaines. Ils demandent à être producteurs du film, et Martin Shafer leur propose de faire équipe avec le producteur expérimenté Andrew Scheinman. Embassy Pictures refuse de verser le salaire d’Adrian Lyne en tant que réalisateur jusqu’à ce que les scénaristes acceptent la perte de la moitié de leur part des bénéfices pour atteindre le prix demandé par le réalisateur.
Adrian Lyne allait tourner le film, mais s’était promis des vacances après sa réalisation 9 semaines 1/2 (9½ Weeks, 1986), et ne serait pas disponible pour commencer la production avant le printemps 1986. Rob Reiner, alors bien connu en tant qu’acteur dans la série télévisée All in the Family dans le rôle de Michael « Meathead » Stivic (1971-1979), reçoit le script envoyé par Andrew Scheinman. Après qu’Adrian Lyne s'est retiré du projet, Rob Reiner signe le contrat et commence à tourner le film en septembre 1984. Il se rend compte que l'histoire se concentre sur le personnage de Gordie Lachance sur le fait que « son père prête plus d’attention à son frère aîné », dont il se souvient avoir éprouvé de difficultés à l’ombre de la gloire exprimé[évasif] par son père Carl Reiner. Les scénaristes inclurent ses suggestions, réécrivant un nouveau scénario en décembre 1984 afin de le présenter aux fins d'examen et d'approbation par l’Embassy Pictures.
Quelques jours avant le début du tournage en été 1985, la société Embassy Pictures est vendue à Columbia Pictures qui souhaite faire annuler la production. L’un des cofondateurs de l’Embassy Pictures, Norman Lear, offre cependant 7,5 millions de dollars pour lancer le film, tant était grande sa confiance dans le réalisateur et dans le scénario.

### Tournage

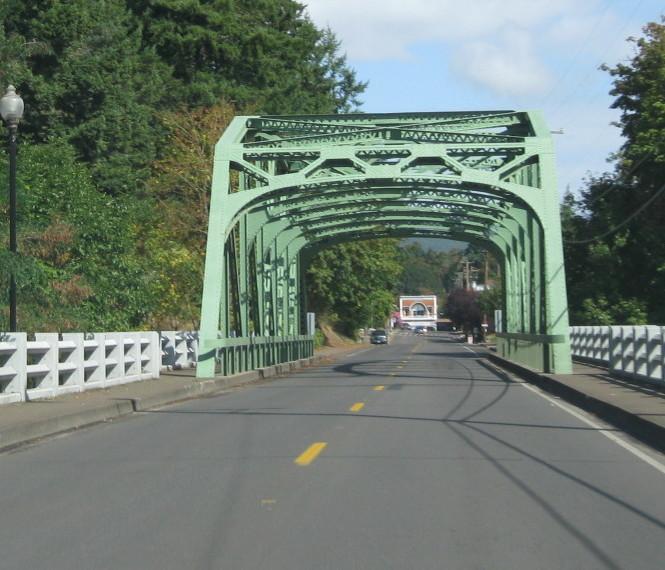
Le pont menant au village Brownsville (Oregon), qui a été utilisé pour l'une des dernières séquences.

Avec un budget de 8 millions de dollars, le tournage débute le 17 juin 1985 à Brownsville dans l'État de l'Oregon. Les scènes censées se dérouler dans la ville fictive de Castle Rock sont en fait tournées dans plusieurs lieux différents. La réalisation se termine en août 1985.
La scène où John « Ace » Merrill détruit les boîtes aux lettres avec sa batte de baseball, dans la voiture de sa bande, a été filmée à Veneta, dans l'Oregon. Le magasin général se trouvait à Franklin, au nord de Veneta. Les séquences filmées le long des voies ferrées, ainsi que le long du chemin de fer de l'Oregon, de la compagnie Pacific and Eastern, ont été enregistrées près de Cottage Grove. La scène inoubliable de la traversée du pont par les quatre garçons talonnés par une locomotive a été filmée à Burney dans le comté de Shasta, sur le chemin de fer de McCloud, près du Parc d'État de McArthur-Burney Falls Memorial en Californie.

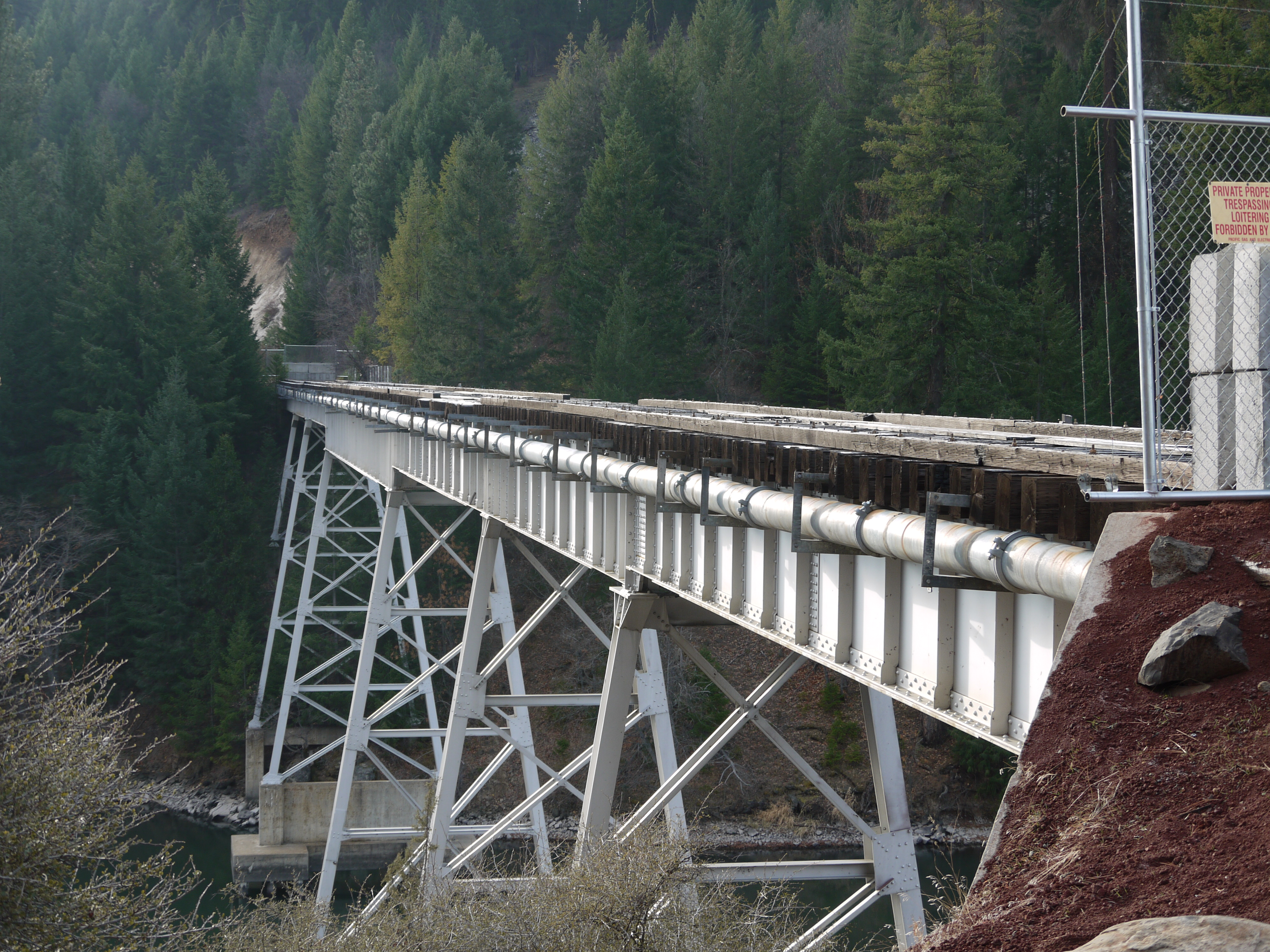
Le pont à chevalets McCloud River Railroad, d'où coule le lac Britton.

Lieux de tournage
- Oregon, États-Unis
  - Brownsville
  - Cottage Grove
  - Eugene
  - Franklin
  - Veneta
- Californie
  - Pasadena
  - Burney
  - Yreka

### Musique
Le titre du film vient de la chanson de Ben E. King, Stand by Me de 1961, utilisée en fond sonore. Rééditée à cette occasion, elle est de nouveau un succès planétaire sur les ondes.
- Everyday par Buddy Holly – 2:7
- Let the Good Times Roll par Shirley and Lee – 2:22
- Come Go with Me par The Del Vikings – 2:40
- Whispering Bells par The Del Vikings – 2:25
- Get a Job par The Silhouettes – 2:44
- Lollipop par The Chordettes – 2:9
- Yakety Yak par The Coasters – 1:52
- Great Balls of Fire par Jerry Lee Lewis – 1:52
- Mr Lee par The Bobbettes – 2:14
- Stand by Me par Ben E. King – 2:55
- Rockin' Robin par Bobby Day
- Sorry (I ran all the way home) de H. Gioasi et A. Zwirn
- Have Gun Will Travel de Bernard Herrmann
- Book of Love par The Monotones
- Come Softly to Me par The Fleetwoods
- Hush-a-Bye par The Mystics

## Sortie et accueil

### Dates des sortie
Stand by Me sort le 8 août 1986 aux États-Unis. En France, il sort six mois après les États-Unis, le 25 février 1987.

### Box-office
Le film rapporte 52 287 414 dollars au box-office américain et est très bien accueilli par la critique, recueillant 91 % de critiques positives, avec une note moyenne de 8/10 et sur la base de trente-quatre critiques collectées, sur le site internet Rotten Tomatoes. En 2008, le magazine Empire le classe à la 70e place dans sa liste des 500 meilleurs films de tous les temps.
Quant à la France, il rencontre un succès relatif avec 530 451 entrées.

## Distinctions

### Récompenses
- Young Artist Awards 1987 : Meilleur groupe dans un film pour Wil Wheaton, River Phoenix, Corey Feldman et Jerry O'Connell
- BMI Film and TV Awards 1988 : Meilleure musique de film
- Kinema Junpo Awards 1988 : Meilleur film étranger

### Nominations
- Oscars 1987 : Meilleur scénario adapté pour Raynold Gideon et Bruce A. Evans
- Golden Globes 1987 :
  - Meilleur film dramatique
  - Meilleur réalisateur pour Rob Reiner
- Independent Spirit Awards 1987 :
  - Meilleur film
  - Meilleur réalisateur
  - Meilleur scénario
- Awards of the Japanese Academy 1988 : Meilleur film étranger

## Commentaires